# ريتشارد تشالونير
ريتشارد تشالونير (29 سبتمبر 1691 - 12 يناير 1781) شخصية بارزة في الكنيسة الكاثوليكية الإنجليزية خلال الجزء الأكبر من القرن الثامن عشر، والأسقف الفخري لمدينة دوبروس. نشر مراجعة لاصدار دواي رهايمز، أحد ترجمات الكتاب المقدس.

## النشأة
وُلد تشالونير في بلدة لويس بمقاطعة ساسكس في 29 سبتمبر 1691. تزوج والده ريتشارد تشالونير من والدته جريس (الاسم قبل الزواج: جريس ويلارد) بقرية رينمر بمقاطعة ساسكس في 10 فبراير، بعد أن حصل على رخصة زواجه في يوم 17 يناير من عام 1690 أو من عام 1691. افتقرت والدته بعد وفاة والده، الذي كان يعمل صانعًا لبراميل النبيذ بالكنيسة المشيخية، فعملت على إثر ذلك كخادمة لدى عائلة غاج الكاثوليكية، في قرية فيرل بمقاطعة ساسكس. ليس معروفًا على وجه التحديد ما إذا كانت رومانية كاثوليكية في الأصل، أو ما إذا كانت قد أصبحت هكذا بتأثير من الأسرة الكاثوليكية والمحيطين بهم.
نشأ ريتشارد كاثوليكيًا على الرغم من أنه لم يُعمد ككاثوليكي روماني حتى بلوغه الثالثة عشرة من عمره. كان هذا في قرية واركوورث بمقاطعة نورثهامبتونشاير، داخل مقر عائلة كاثوليكية هاربة، وهي عائلة جورج هولمان وزوجته السيدة أناستازيا هولمان، ابنة القديس الكاثوليكي ويليام هوارد، فيسكونت مدينة ستافورد، والذي أُدين ظلمًا وقُطعت رأسه في هستيريا تيتوس أوتس عام 1678.

## التعليم والعمل الأكاديمي في فرنسا
التحق الشاب ريتشارد بالكلية الإنجليزية بمدينة دواي في فرنسا عام 1705 عن طريق منحة دراسية، وبدأ حضوره بها في 29 يوليو. كان من المقرر أن يقضي السنوات الخمس والعشرين التالية بها، بوصفه طالبًا، ثم أستاذًا جامعيًا، ومن ثم نائبًا لرئيس جامعة دواي. اختارته الجامعة في سن الحادية والعشرين لتدريس حصص الخطابة والشعر، وقد كانت المقررات الأقدم في العلوم الإنسانية.
حصل على درجة البكالوريوس في اللاهوت من جامعة دواي عام 1719، وعُين أستاذًا للفلسفة، وهو المنصب الذي شغله لمدة ثماني سنوات. كان معروفًا في هذه الفترة بلقب والدته «ويلارد»، على الرغم من أنه لم يعد من الضروري أن يكون له أسماء مستعارة. كانت كنيته «بوك». عُين قسًا بمدينة تورناي في 28 مارس عام 1716، واختاره روبرت ويثام، رئيس الكلية الإنجليزية، ليكون نائبًا لمكتبه في عام 1720، والذي يتضمن الإشراف على كل من الأساتذة والطلاب. عُين أستاذًا للاهوت، وفي الوقت ذاته مديرًا للدراسات، ليكون موجهًا لمسار الدراسة بأكمله. يرجع نجاح تشالونير كمدرس، على الرغم من تقديمه لأطروحته العامة وحصوله على درجة الدكتوراه في اللاهوت عام 1727، إلى اجتهاده وتفانيه، أكثر من كونه يمتلك موهبة عقلية فذة. لم يكن مفكرًا أصيلًا، لكن يكمن فضله في التأكيد على الحقائق الروحية للمذاهب التي شرحها. وُصف تشالونير بأنه لطيف ومرح وكريم مع الفقراء، وقادر على غرس الثقة في الآخرين.

## الإرث
تُوجد عدد من المدارس التي سُميت باسم تشالونير، واحدة في شورتلاندز بالقرب من بروملي، والأخرى في باسينجستوك، وكذلك مدرسة ريتشارد تشالونير في نيو مالدن، والعديد من المدارس الأخرى. أطلقت، بالإضافة إلى ذلك، كلية سانت إدموند بمدينة ور في هيرتفوردشاير، وهي أقدم مدرسة كاثوليكية في عصر ما بعد الإصلاح بإنجلترا، (وقد ساعد تشالونير بنفسه في بنائها بموقعها الحالي بدلًا من موقعها بمدينة دواي في فرنسا)، اسمه على إحدى مجموعاتها الدراسية الخمسة. اللون المرتبط بالمجموعة هو الأزرق الملكي. تُعد المجموعة إحدى المجموعات الأساسية في المدرسة منذ إنشاء نظام المجموعات عام 1922.
أنشأت مؤسسة راهبات الرحمة مدرسة الأسقف تشالونير الكاثوليكية الجامعية في ولاية ستيبني وفاءً له.
سُميت إحدى الجوقات بكاتدرائية وستمنستر باسمه.